# Traktat (skrift)
En traktat är en liten propagandistisk skrift, oftast religiös (kristen) men kan även vara politisk. En typisk religiös traktat var moraliskt uppbygglig, snarare än teologiskt spetsfundig. Under 1800-talet bildades särskilda traktatsällskap vars verksamhet var kristen mission genom produktion och spridande av traktater. Ett viktigt centrum för denna rörelse, som spred sig över hela västvärlden, var London-baserade Religious Tract Society bildat 1799. Många av de traktat som spreds i Sverige var ursprungligen brittiska och hade ett reformert, icke-lutherskt innehåll.[källa behövs]
På olika orter i Sverige grundades traktatsällskap för spridning av religiösa småskrifter under 1860- och 1870-talen, som senare ombildades till lokala föreningar inom Svenska Missionsförbundet, grundat 1878. Nordiska traktatsällskapet grundades 1866 av Hans Jakob Lundborg.